# Marilyn Manson
 Ovo je glavno značenje pojma Marilyn Manson. Za druga značenja pogledajte Marilyn Manson (razdvojba).
Marilyn Manson je američki rock sastav. Ranije poznati kao Marilyn Manson and The Spooky Kids kasnije su skratili naziv u samo Marilyn Manson. Glavni vokalist i vođa sastava, Brian Warner, također nastupa pod istim imenom; članak o njemu potražite pod Marilyn Manson (osoba).
Grupa Marilyn Manson je osnovana u Los Angelesu, u Kaliforniji, u Sjedinjenim Američkim Državama. Često nazivan shock rock, zvuk grupe sadrži utjecaje od strane heavy metala, industrijala, i glam rocka. Kao cjelinu, Marilyn Mansona je jako teško svrstati u bilo koji žanr, jer svaki album ima specifičan prikaz i zvuk. Osnovan 1989.-te u Fort Lauderdaleu, na Floridi, kao Marilyn Manson and The Spooky kids (Marilyn Manson i Sablasni Klinci), jedinstvene, teatralne izvedbe grupe uspjele su sakupiti lokalni kult koji se u rasponu od nekoliko godina razvio u svjetski široku grupu poklonika.   
Popularnost Marilyn Mansona se stalno širi, te je sada u svijetu poznata kao jedna od najkontroverznijih grupa moderne glazbe. Rezultat je to zahvaljujući, u najvećem dijelu, glavnom vokalu grupe Marilyn Mansonu, i njegovim čestim konfliktima s osobama iz crkvenog i političkog života. U početnom sastavu benda ime je svakog člana grupe bilo izvedeno kombiniranjem prvog imena neke poznate ženske pop zvijezde i zadnjeg imena nekog masovnog ili serijskog ubojice, ali kasnije je taj koncept napušten pa noviji članovi uglavnom zadrže svoje ime. Članovi grupe su se oblačili u kostime s glamuroznom šminkom, i bili su poznati po često šokantnom ponašanju na pozornici, a i izvan nje. Njihovi tekstovi su često dobivali kritike zbog anti-religijskog sadržaja i čestih aluzija na seks, drogu i nasilje. Glazba Marilyn Mansona je često bila nazivana uvredljivom i nepristojnom, i više nego jedanput, protesti i molbe su doveli do zabrane održavanja pojedinih koncerata.  
Kako je ova kontroverza počela jenjavati, tako je i s njom počela slabjeti njena mainstream popularnost. I pored toga, mnogi odani fanovi su pomogli grupi da očuva svoj visok profil: tri albuma su dostigla platinaste naklade, a tri su zaslužila zlatne, i grupa je uspjela da ubaci tri svoja izdanja u top ten albume, od tih dva na prvo mjesto. U lipnju 2003. godine, Jon Wiederhorn s MTV.com je izjavio da je Marilyn Manson "jedini istinski umjetnik današnjice".

## Glazbeni uzori i stil
Marilyn Manson je postao poznat zbog koncentracije kako na svoj teatralni izgled tako i na glazbeni stil; zvuk grupe je sadržavao elemente vizualističke poezije, glam rocka, i jos češće kabarea. Marilyn Manson je kao mladić bio ljubitelj Black Sabbatha i Kissa, ali i svaki drugi član grupe je pridonio jedinstvenom zvuku. U pokušaju da uobliči tipični heavy metal zvuk teških tonova gitare i jakih udaraca bubnjeva s električnim glazbenim instrumentima koji vode porijeklo iz industrial metala, Marilyn Mansonov alternativni metal je također označen s raznim neuobičajenim tehnikama snimanja i glazbenog eksperimentiranja. 
Nakon što je upoznao glazbu grupe Big Black, Manson je imao želju formirati rock grupu koja je koristila ritam mašinu, što je bilo malo začuđujuće u to vrijeme jer se ona koristila samo u dance i rap muzici. Raniji oblici glazbe Marilyn Manson-a su bili označeni s ovom instrumentalnom opcijom, i proizvodili su eksperimentalne, udarne kompozicije slične Steve Albinijevom radu s Big Blackom; kasnije s dodatkom bubnjara, proces kompozicije, način snimanja, i izvedbe koje su imali uživo, postepeno su mijenjale predstavu grupe. Gitarist Daisy Berkowitz i basist Gidget Gein, koji su potekli iz punk-rock pozadina, doprinijeli su na svoj način glazbi i tekstovima grupe stvarajući sličnost s Jim Caroll-om (čija je pjesma "People Who Died" bila jedna od prvih "cover" pjesama Marilyn Manson-a) i imali su sličnosti s nastupima The New York Dolls-a. Rezultat je bio nešto što će Nothing Records eventualno usporediti s Jane's Addiction, ali nakon provođenja određenog vremena u Nothing-u, grupa je sakupila neke soničke elemente od drugih grupa iz istoimene izdavačke kuće, kao što su Nine Inch Nails i Kevin McMahon-ov Prick.
Očigledno je da je Manson bio pod utjecajem šok rok stila koji su imali određeni izvođači kao na primjer Alice Cooper; ali skoriji utjecaji su stigli većinom od strane glam rokera David Bowie-a, čija je mogućnost da skoro kao kameleon prelazi iz jednog stila u drugi, i da se utopi u novi izgled nove muzičke filozofije, bila karakteristika koja će često biti pripisivana Marilyn Manson-u od strane glazbene kritike. Hard rock pozadina John 5-a se najviše razvila u zvuku grupe tokom koncerata; Tim Skold, bivši gitarist, basist i vokalist grupe KMFDM, uobličio je zvuk grupe u takozvani "ultra-heavy beat" industrijalnih bubnjeva i gitara. 

## Članovi
- Marilyn Manson (Brian Warner) kao vokalist
- Tyler Bates na gitarama, bas-gitari, klavijaturama i pratećim vokalima
- Piggy D. na bas-gitari i pratećim vokalima
- Gil Sharone na bubnjevima i pratećim vokalima
- Reba Meyers na gitarama i pratećim vokalima

## Diskografija

### Albumi
- Portrait of an American Family (1994.)
- Smells like Children (EP) (1995.)
- Antichrist Superstar (1996.)
- Remix and Repent (EP) (1997.)
- Mechanical Animals (1998.)
- Last Tour On Earth (live) (1999.)
- Holy Wood (In the Shadow of the Valley of Death) (2000.)
- The Golden Age of Grotesque (2003.)
- Lest We Forget (Best Of – kompilacija) (2004.)
- Eat Me, Drink Me (2007.)
- The High End of Low (2009.)
- Born Villain (2012.).
- The Pale Emperor (2015.)
- Heaven Upside Down (2017.)
- We Are Chaos (2020.)
- One Assassination Under God – Chapter 1 (2024.)

## Djela za filmove
- Lost Highway  "Apple of Sodom" "I Put a Spell On You"(1997.)
- Private Parts  "The Suck For Your Solution" (1997.)
- Spawn  "Long Hard Road Out Of Hell" (1997.)
- Dead Man On Campus  "Golden Years" (1998.)
- The Matrix "Rock is Dead" (1999.)
- House of Haunted Hill (1999.)
- Blair Witch II "Suicide is Painless", "Disposable Teens" (2000.)
- Dracula 2000  "Break You Down" (2000.)
- From Hell  "The Nobodies" (2001.)
- Resident Evil  "Resident Evil Main Title Theme", "Seizure Of Power", "Reunion", "Cleansing"(2002.)
- Queen of the Damned  "Redeemer" (2002.)
- House of Wax  "Dried Up, Tied And Dead To The World" (2005.)

## Književna izdanja
- Long Hard Road Out Of Hell službena autobiografija Marilyn Mansona (1998.)
- Holy Wood novela (u pripremi)

## Video izdanja
- Dead To The World (1996.)
- God is in the T.V. kolekcija video spotova od 1994 do 1998 (1999.)
- Guns, God and Government (2000.)

## Vanjske poveznice
- Službene web-stranice sastava Marilyn Manson
- The Nachtkabarett; Marilyn Manson, Umjetnost & Okultno
- Galerija umjetničkih radova Marilyn Mansona  Arhivirana inačica izvorne stranice od 29. travnja 2011. (Wayback Machine)
- The Celebritarian – art projekt Marilyn Mansona  Arhivirana inačica izvorne stranice od 4. listopada 2006. (Wayback Machine)
- Marilyn Manson wiki